# Ogniwo Clarka

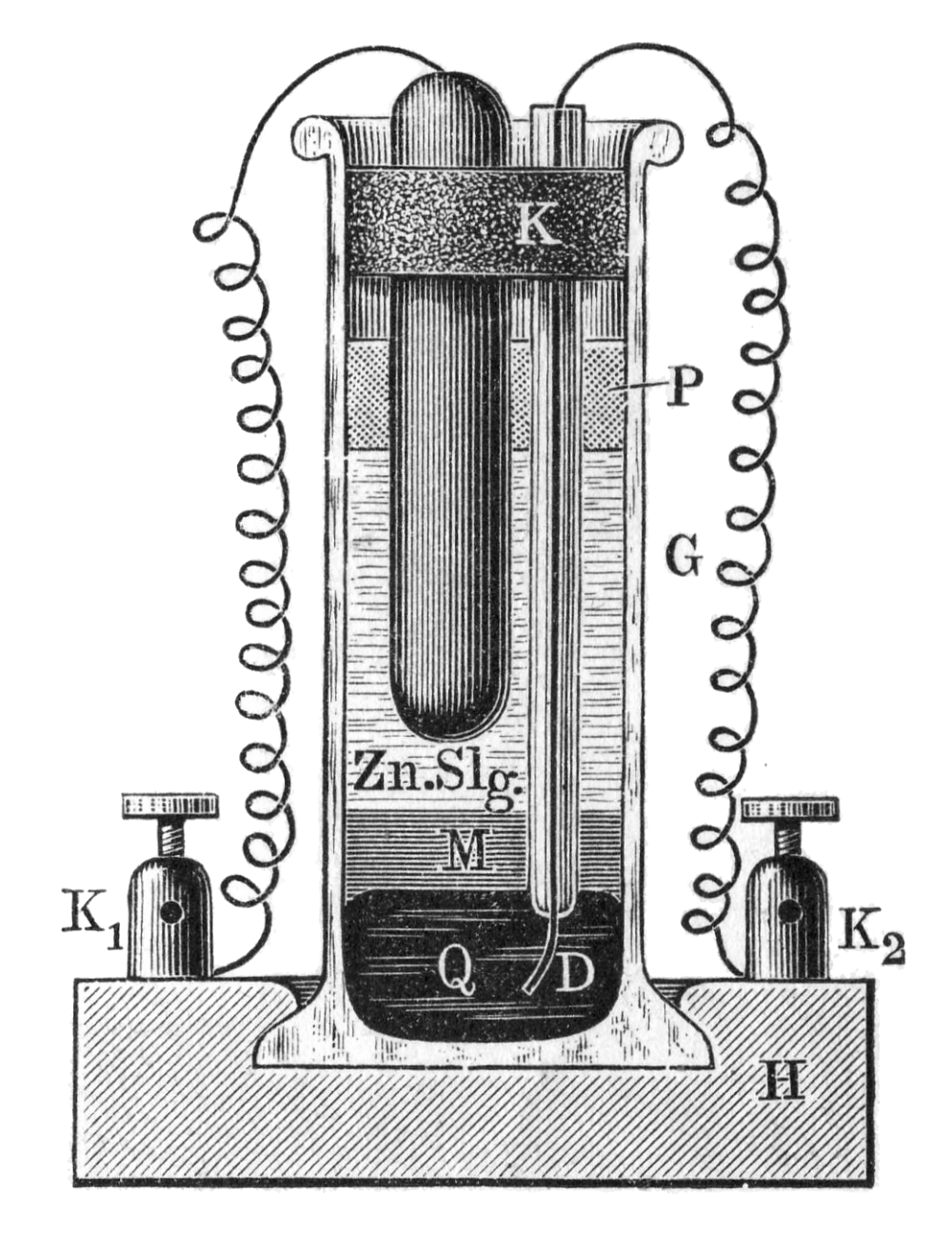
Ogniwo Clarka (1897)

Ogniwo Clarka – rodzaj ogniwa galwanicznego typu ogniwa pierwotnego. Wytwarza wysoko stabilne napięcie elektryczne, szczególnie użyteczne w pracy laboratoryjnej. Zostało opracowane przez angielskiego inżyniera Josiaha Latimera Clarka w 1873 roku.

## Chemia
Ogniwa Clarka używają cynku lub amalgamatu cynku, anody oraz katody rtęciowe w nasyconym roztworze wodnym siarczanu cynku, z dodatkiem pasty siarczanu rtęci jako depolaryzatora.

## Konstrukcja

### Ogniwo oryginalne
Oryginalne ogniwo Clarka było ustawione w szklanym naczyniu w podobny sposób do ogniwa grawitacyjnego Daniella. Miedziana katoda została zastąpiona przez zbiornik z rtęcią na dnie naczynia. Powyżej znajdowała się pasta siarczanu rtęci, a jeszcze wyżej roztwór siarczanu cynku. Naczynie zamknięte było przez korek z dwoma dziurkami – jednej dla pręta cynkowego, a drugi dla szklanej rurki sięgającej dna ogniwa, w której znajdował się Platynowy drut sięgający do rtęci na dnie. Ogniwo było uszczelnione za pomocą warstwy kleju morskiego.

### Ogniwo w kształcie litery H
Ogniwo w kształcie litery H zostało zaproponowane przez Lorda Reyleigha w 1882 roku. Było ono ustawione w szklanym naczyniu w kształcie litery „H”, zawierającym amalgamat cynku w jednej nodze oraz czystą rtęcią, zawierającą na wierzchu pastę siarczanu rtęci w drugiej nodze. Naczynie było zapełnione niemal w całości roztworem siarczanu cynku. Połączenia elektryczne do amalgamatu cynku i rtęci były realizowane za pomocą przewodów platynowych podpiętych od spodnich zakończeń naczynia.

## Charakterystyka
Siła elektromotoryczna (SEM) ogniwa wynosi 1,4328 V w temperaturze 15 °C. Ogniwo referencyjne musi być zastosowane w taki sposób, aby nie było między nimi żadnego przepływu prądu.
Ogniwo ma dwie wady: dosyć duży współczynnik temperaturowy, −1,15 mV/K, oraz problemy z korozją, spowodowane przez przewody platynowe reagujące na połączeniu z amalgamatem cynku.
Po opracowaniu niezależnego od temperatury ogniwa Westona ogniwa Clarka straciły na znaczeniu.